# 오스트리아의 로마 가톨릭교회
오스트리아의 로마 가톨릭교회는 오스트리아에 있는 기독교 교단 중 최대 교파로서, 오스트리아의 2001년 통계조사에 따르면, 현재 590만 명(전체 국민의 약 73.6%)이 가톨릭 신자이다. 비교적 복잡해 보이는 오스트리아 공화국과 바티칸 시국 사이에 체결된 일련의 조약 내지는 협정들은 오스트리아 내에서 가톨릭교회가 차지하는 역할과 위치를 알려주고 있다. 1918년 이후, 가톨릭교회는 오스트리아 내에서 상당한 영향력을 유지해오고 있다. 가령 많은 오스트리아 가톨릭 신자들은 기독교 사회당(CSP)을 공공연히 지지하며 원조하고 있다.

## 교구

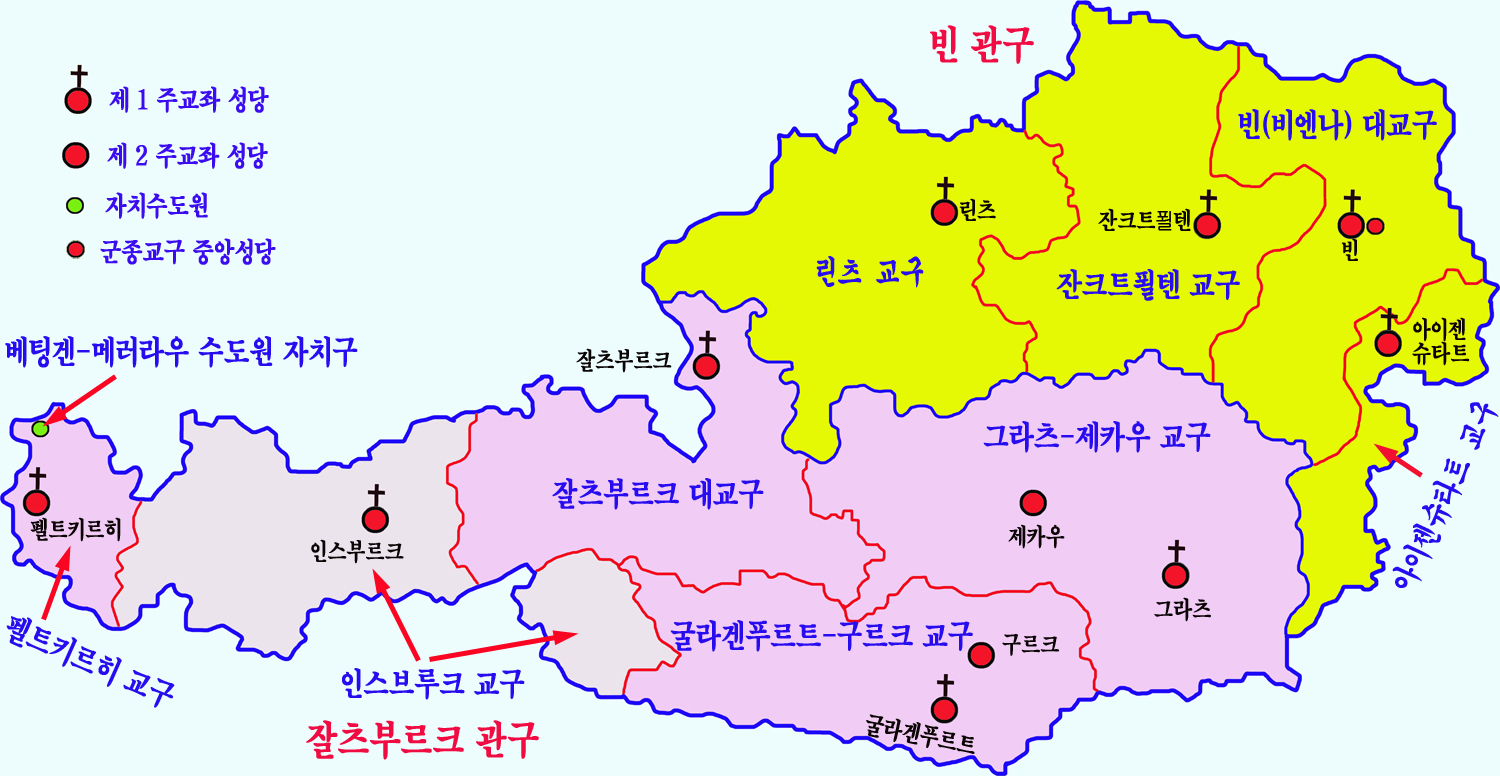
오스트리아의 가톨릭 교구

### 빈관구 (Provinces of Wien)
- 빈 대교구(Metropolitan Archdiocese of Wien)
  - 아이젠슈타트 교구(Diocese of Eisenstadt)
  - 린츠 교구(Diocese of Linz)
  - 상트푈튼 교구(Diocese of Sankt Pölten)

### 잘츠부르크 관구(Provinces of Salzburg)
- 잘츠부르크 대교구(Metropolitan Archdiocese of Salzburg)
  - 그랏츠-세카우 교구(Diocese of Graz–Seckau)
  - 클라겐푸르트-구르크 교구(Diocese of Klagenfurt-Gurk)
  - 펠트키르히 교구(Diocese of Feldkirch)
  - 인스브루크 교구(Diocese of Innsbruck)

### 독립교구
- 베팅겐-메러라우 수도원 자치구(Territorial Abbacy of Wettingen-Mehrerau)
- 오스트리아 군종교구(Military Ordinariate of Austria )
- 오스트리아전례교회 교구(Eastern Rite Ordinariate of Austria)